# 요담 (기드온의 아들)
요담(Jotham (son of Gideon), /ˈdʒoʊθəm/, 히브리어: יוֹתָם, "야훼는 완전하시다", 그리스어: ΙΩαθαμ; 라틴어: Joatham)은 기드온의 70명의 아들 중 막내였다. 그의 이복형 아비멜렉의 명령으로 남은 자들이 죽임을 당하였을 때 그는 도망하였다(삿 9:5).
"세겜 주민들과 밀로 온 족속"이 세겜에 있는 "기둥 곁에"(즉, 여호수아가 세운 돌, 24:26; 창 35:4 비교) 모였을 때, 아비멜렉을 왕으로 삼으려고 그는 그리심산 높은 곳에서 가장 초기의 비유인 가시왕의 비유에서 그들이 그렇게 하는 것에 대해 항의했다. 이 비유는 투비쉬밧(Tu BiShvat)에서 자주 반복되며 이스라엘에서 유명하다. 그의 말씀은 예언적이었다. 아비멜렉에 대한 백성들의 감정이 반감이 들었고, 이어서 무서운 보복이 일어나서 많은 사람이 죽고 세겜 성이 아비멜렉에 의해 멸망되었다(삿 9:45). 요담은 경고를 전한 후 아비멜렉의 복수를 피해 브엘로 도망했다(삿 9:7~21).